# Tempelriddernes skat III: Mysteriet om slangekronen
Tempelriddernes skat III: Mysteriet om slangekronen (conocida en español como El tesoro de los caballeros templarios III: La Corona de la Serpiente) es una película danesa de aventuras de 2008 dirigida por Giacomo Campeotto.

## Sinopsis
Los cuatro jóvenes héroes y el Gran Maestro de los Caballeros Templarios viajan hasta Malta para devolver el tesoro perdido de la Corona de la Serpiente a sus propietarios, los Caballeros de Malta. Mathias se siente atraído por Elena, una hermosa y misteriosa mujer maltesa, y antes de que ellos puedan reaccionar, la corona es robada y Mathias es secuestrado por una antigua orden de sacerdotes.

## Reparto
- Julie Grundtvig Wester como Katrine.[3]
- Christian Heldbo Wienberg como Nis.[3]
- Nicklas Svale Andersen como Mathias.[3]
- Frederikke Thomassen como Fie.[3]
- Emma Leth como Elena.[3]
- Mick Øgendahl como Jens Günther Andersen.[3]
- Peter Gilsfort como Christian.[3]
- Cecilia Zwick-Nash como Dorthe.[3]